# Anamur
Anamur ist eine Stadtgemeinde (Belediye) im gleichnamigen İlçe (Landkreis) der Provinz Mersin in der türkischen Mittelmeerregion und gleichzeitig ein Stadtbezirk der 1993 gebildeten Büyükşehir belediyesi Mersin (Großstadtgemeinde bzw. Metropolprovinz Mersin). Seit der Gebietsreform ab 2013 ist die Gemeinde flächen- und einwohnermäßig identisch mit dem Landkreis, und die dem städtischen Kreiszentrum (hier Anamur) angeschlossenen Dörfer gelten als Stadtteile (Mahalle), sodass die reale Stadtbevölkerung nur schwer zu ermitteln ist, wenn man die unmittelbaren Stadtteile nicht kennt. Die im Stadtlogo vorhandene Jahreszahl (1909) dürfte auf das Jahr der Ernennung zur Stadtgemeinde (Belediye) hinweisen.

## Bemerkungen zum Namen
Etwa 6 km südwestlich der rezenten Stadt Anamur liegen die Ruinen des antiken Anemurium (auch Anamurium oder Anemurion, griechisch Ἀνεμούριον), der westlichsten historischen Bastion der türkischen Provinz İçel (Mersin), auf dem untersten Kap der Kargagedik Dağları. Dieses Gebirge erstreckt sich im mittleren Taurus-Gürtel der Toros Dağları (Taurusgebirge) bis zum Mittelmeer und bildet dort die südlichste Spitze der Türkei: Cap Anamur (deutsch: Kap Anamur; türkisch: Anamur Burnu, auch Rüzgarlı Burun = Windiges Cap). Der Frachter Cap Anamur und die Hilfsorganisation Cap Anamur / Deutsche Not-Ärzte wurden nach ihm benannt. Vom Namen der antiken Vorgängerstadt Anemurium leitet sich die heutige Bezeichnung „Anamur“ ab. Im Griechischen bedeutet ἀνεμούριον „Windmühle“, wird aber auch mit „Windrad“ übersetzt. Laut der türkischen Geografin Rüya Bayar besteht die Möglichkeit, dass der ursprüngliche Name „Animura“ lautete und aus dem Luwischen stammt: Mura (mUra / M(a)-ura) ist eine der alten anatolischen Bezeichnungen, die dieses Sprachelement „Großer Ma“ enthalten.

## Anmerkungen zur Geographie, Lage und wirtschaftlichen Gliederung

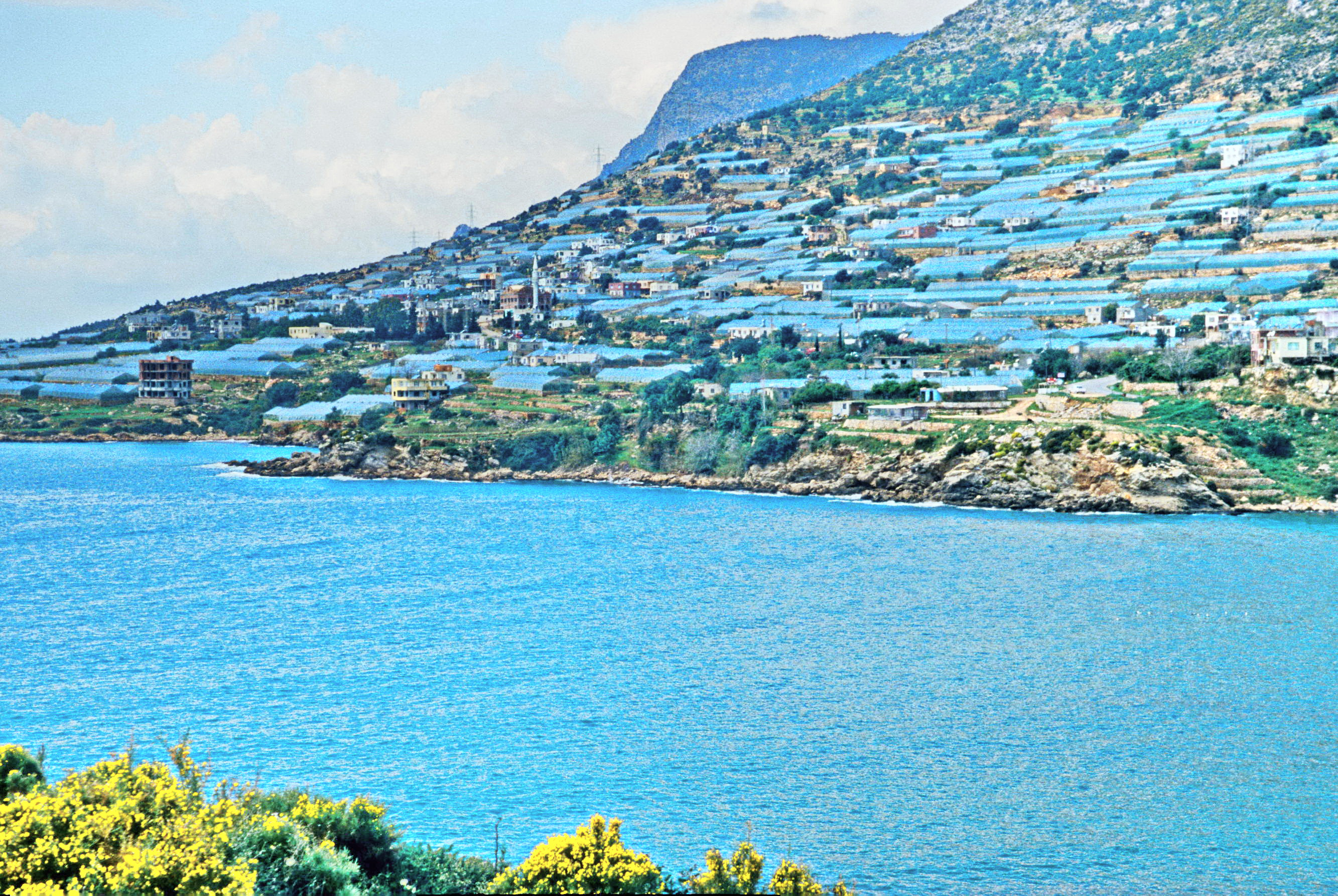
Ausgedehnte Gewächshauskulturen bei Beyreli im Osten der Anamur-Ebene.

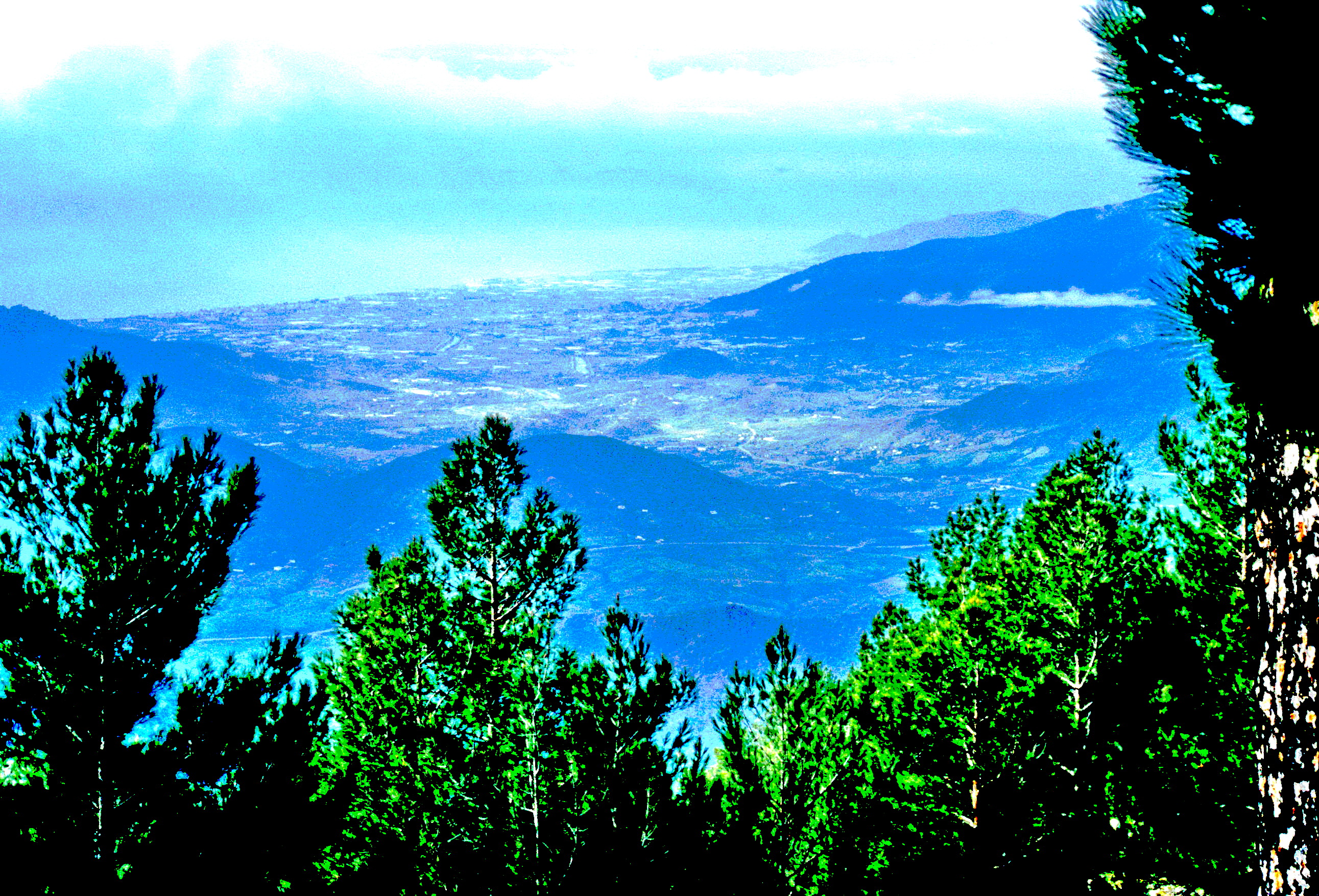
Blick von der Kaş Yaylası auf die über 1000 m tiefer liegende Anamur Ovası.

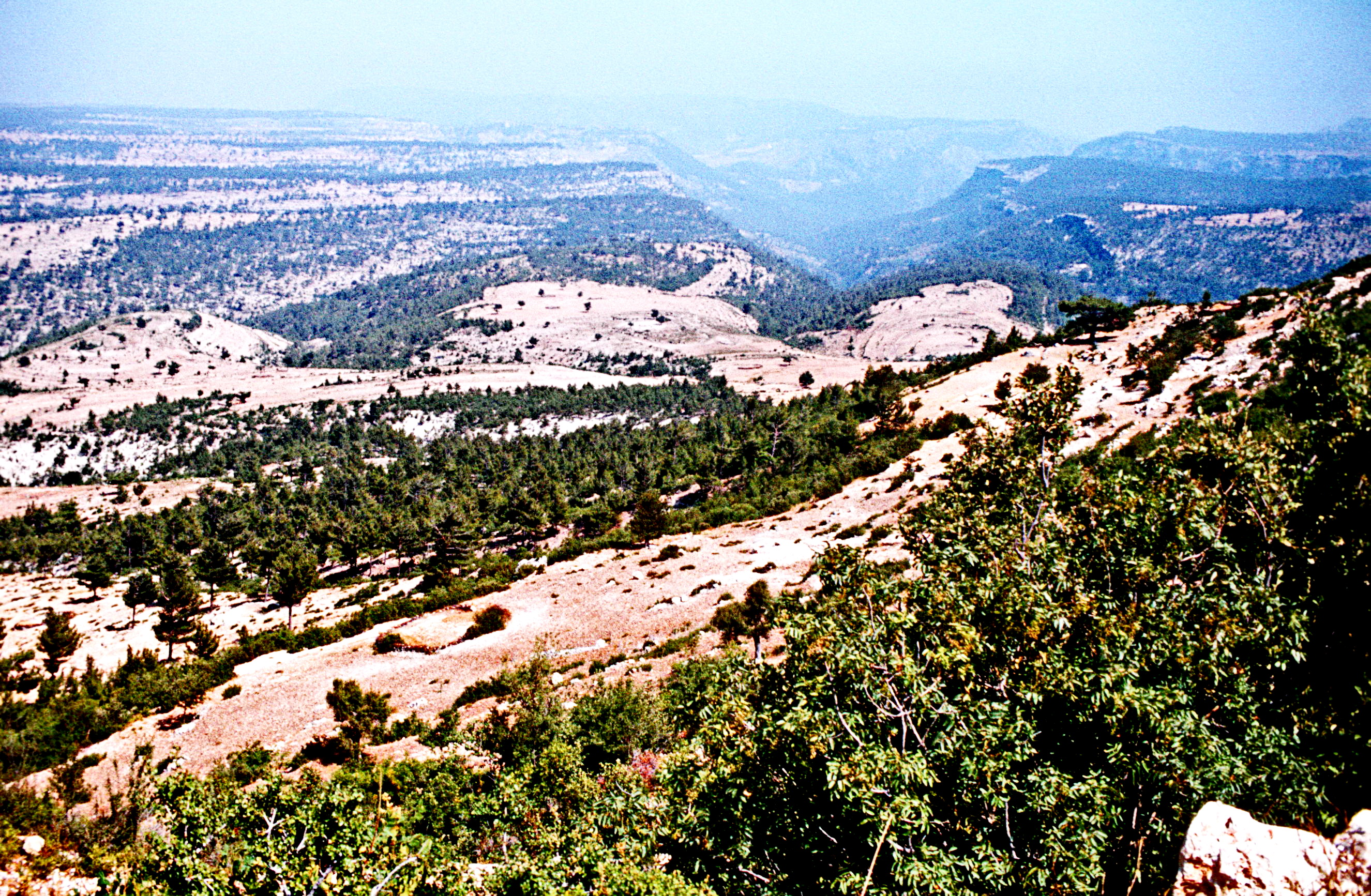
Die mit Weide- und Waldland bedeckte Hochfläche des Taşeli-Plateaus (Taşeli Yaylası) liegt weitgehend außerhalb örflicher Gemeindegebiete.

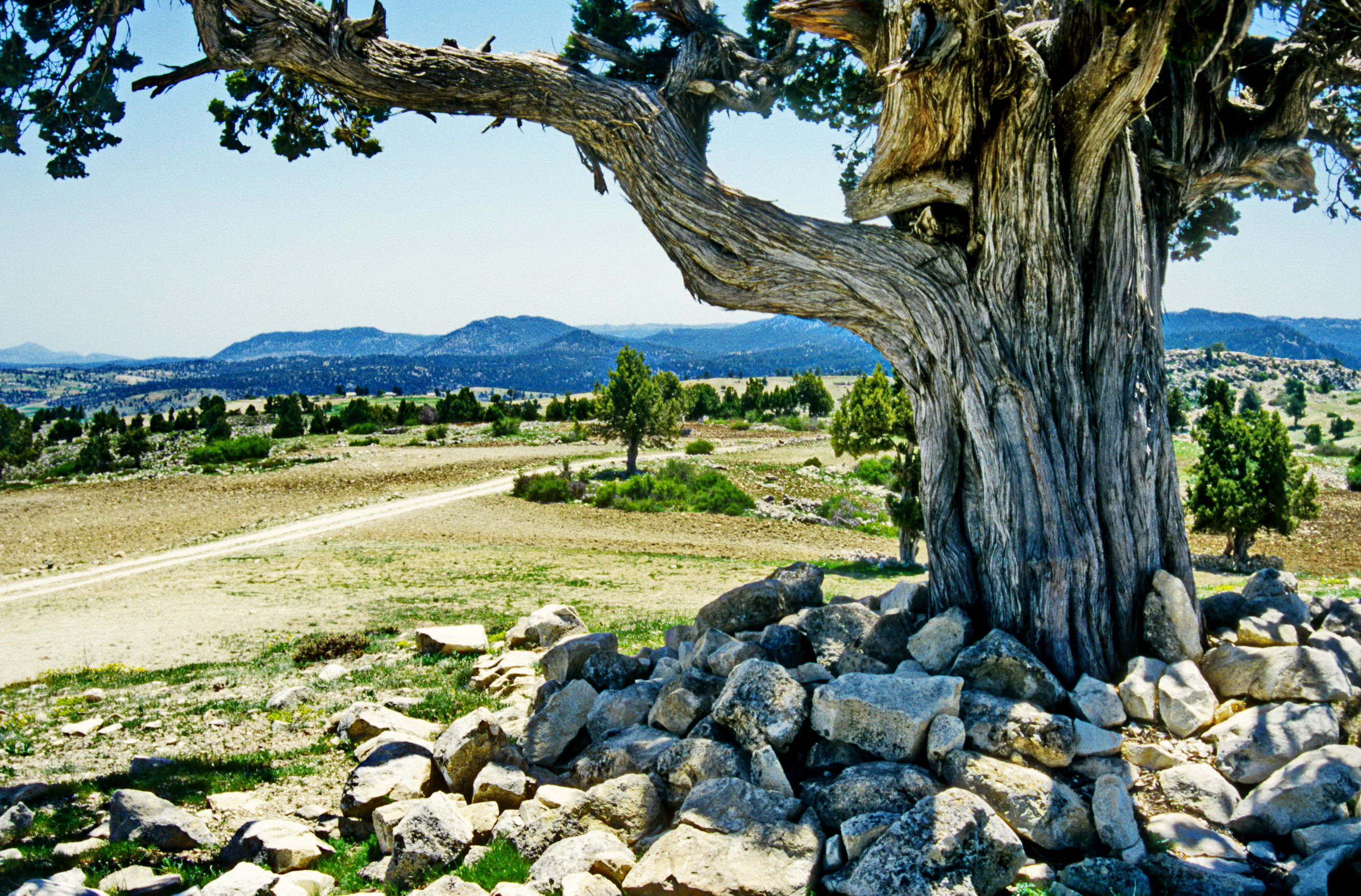
Das 384 km² große Gebiet des Taşeli-Plateaus wird als Gemeinschaftsfläche der festen Siedlungen als Yayla genutzt.

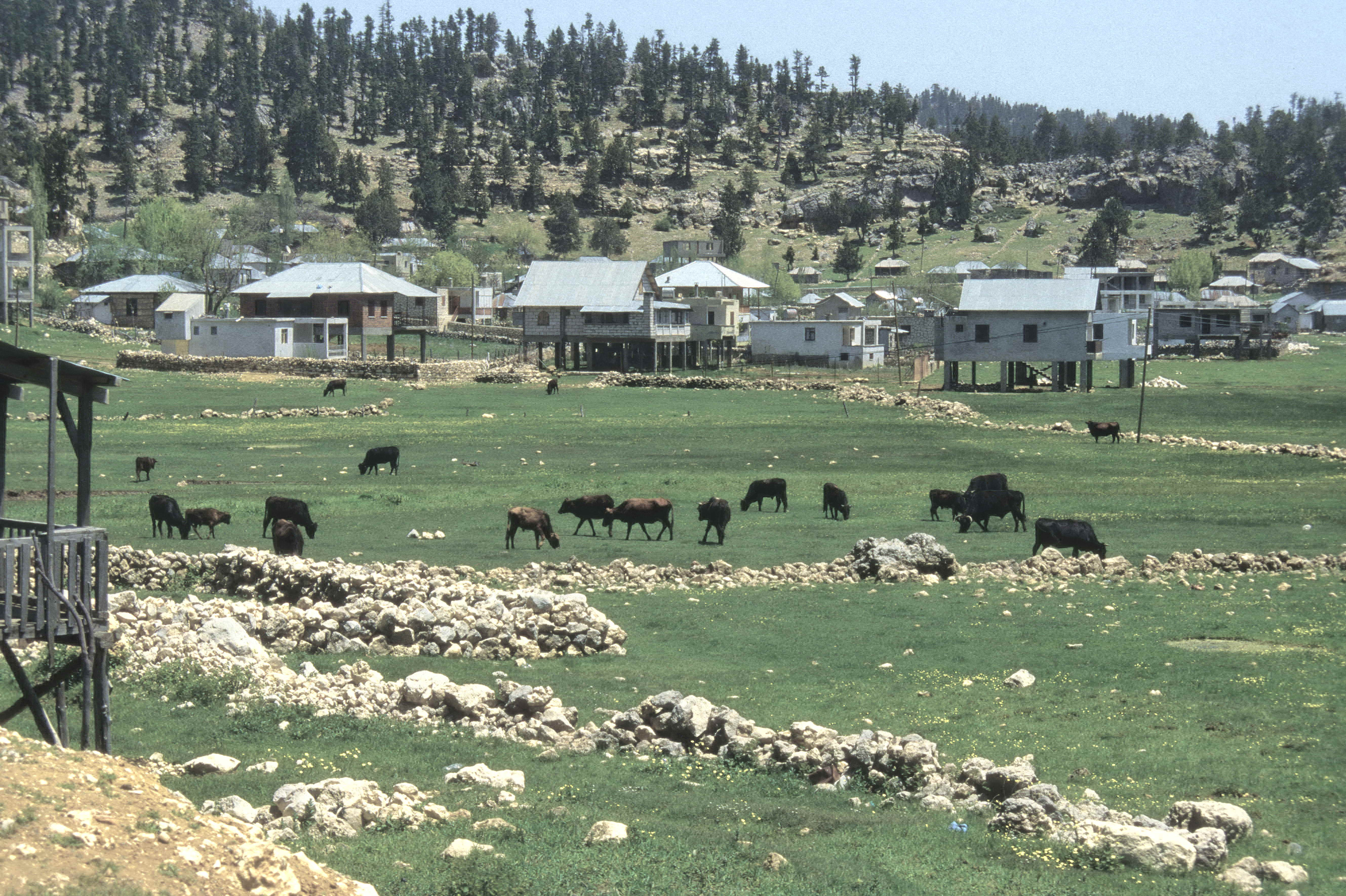
Auf dem Taşeli-Plateau, das im Laufe der Geschichte die wichtigsten Weideflächen des Landkreises Anamur bereitstellte, liegen heute oft temporäre Yaylas-Siedlungen als Sommerfrischen für die Küstenbewohner, wie hier in der Sommersiedlung Abanoz Yaylası im Mai 1997.

## Geologisch-morphologische Aspekte

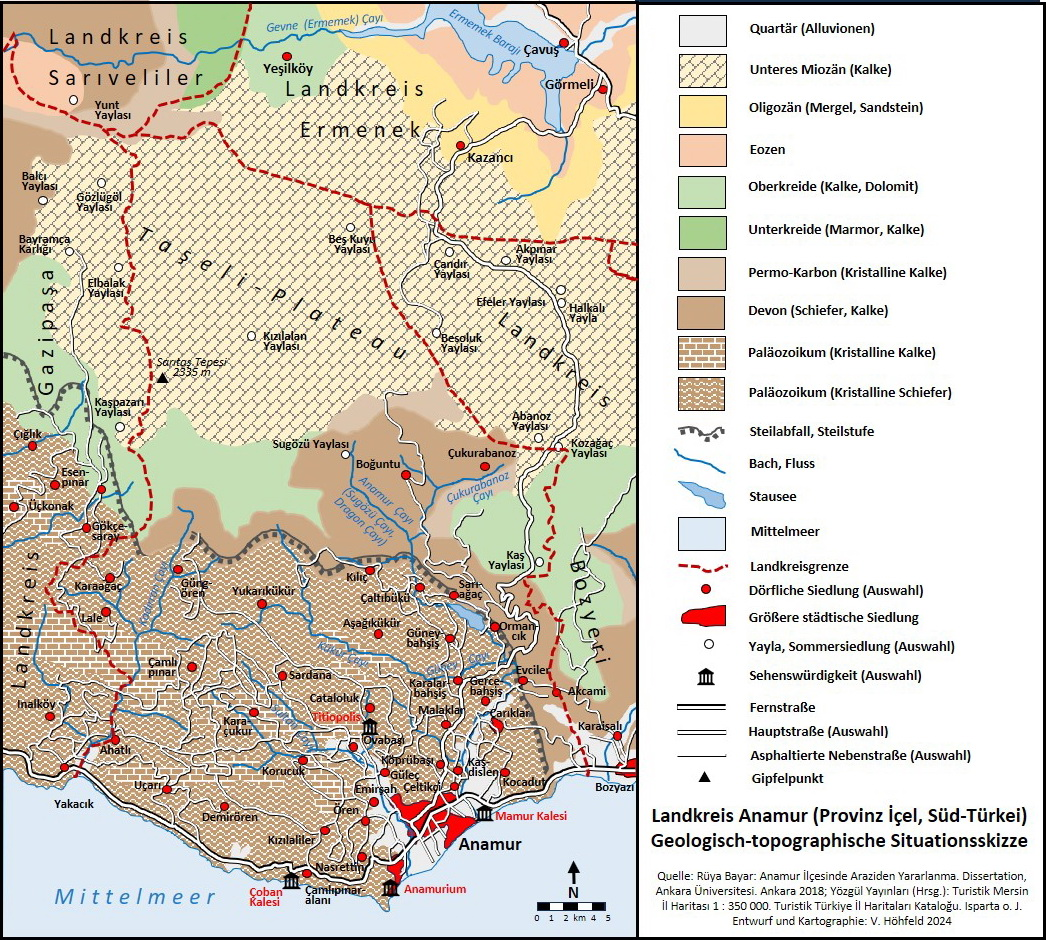
Die Kartenskizze zeigt die geologisch-topographische Situation des Landkreises Anamur in der Provinz İçel (Mersin) in der Süd-Türkei.

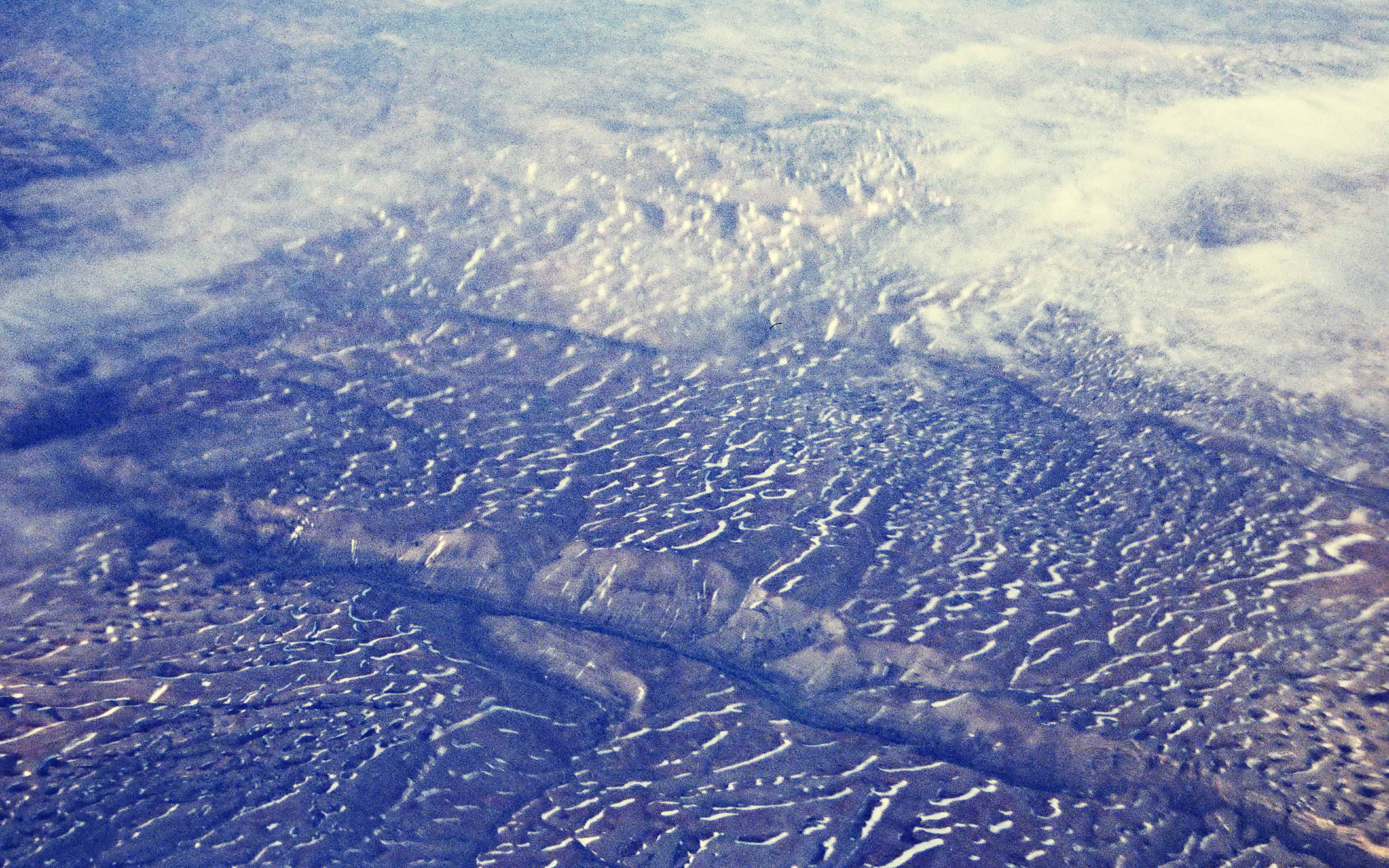
Das einst oberirdische Gewässernetz hat sich seit dem Pliozän von den weiten Flächen des sterilen Kalkstein-Plateaus des Taşeli-Plateaus weitgehend in das heutige natürliche unterirdische karstige Drainagenetz zurückgezogen.

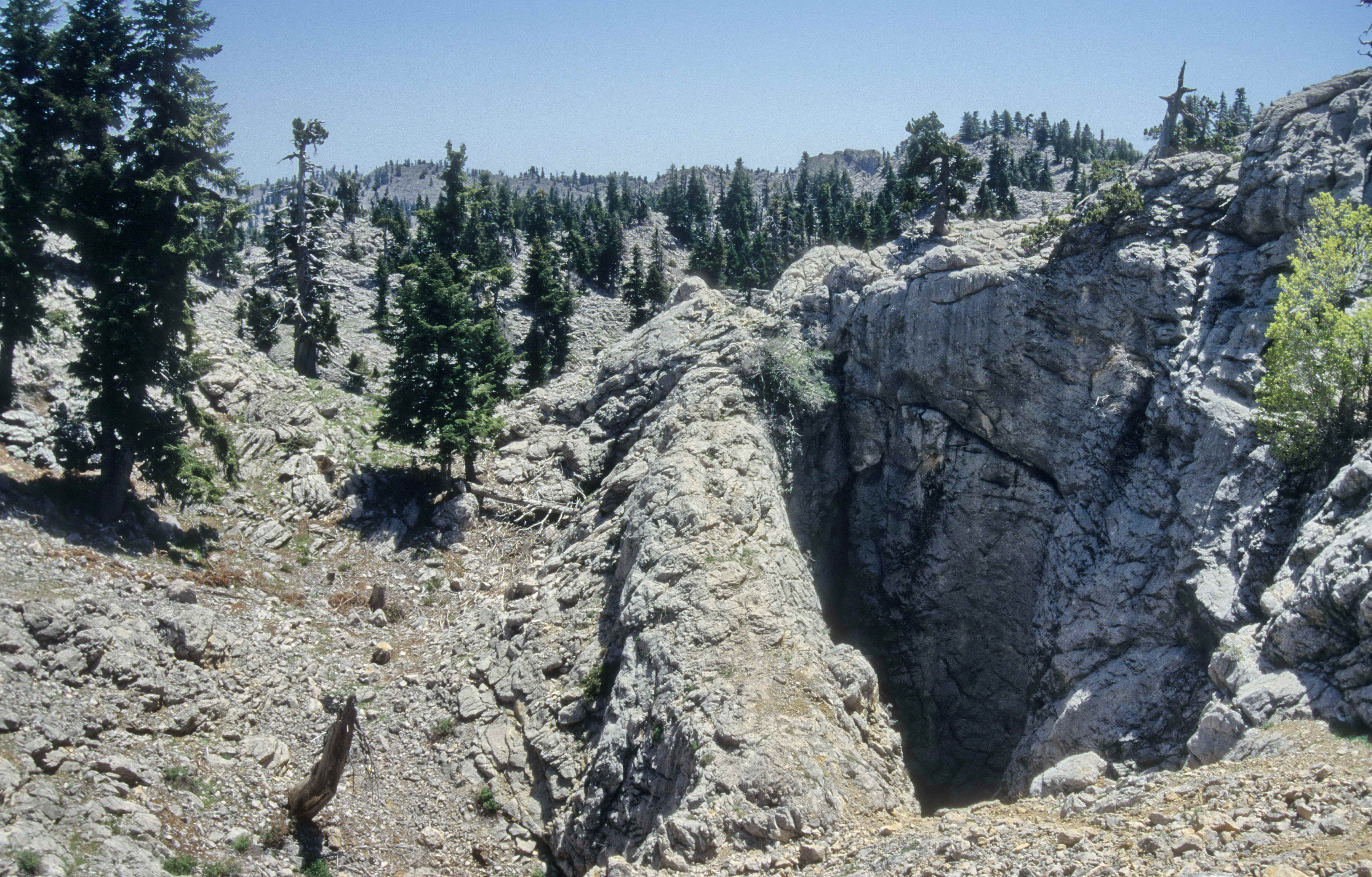
Karsthöhlen, tiefe Dolinen, Ponoren und anderen Karsterscheinungen beherrschen in weiten Partien die Karstflächen des Taşeli-Plateaus, wie hier in einem Dolinenfeld Kaş Yaylası im Bereich des 1690 m hohen Suolmaz Gecidi zwischen Anamur und Ermenek.

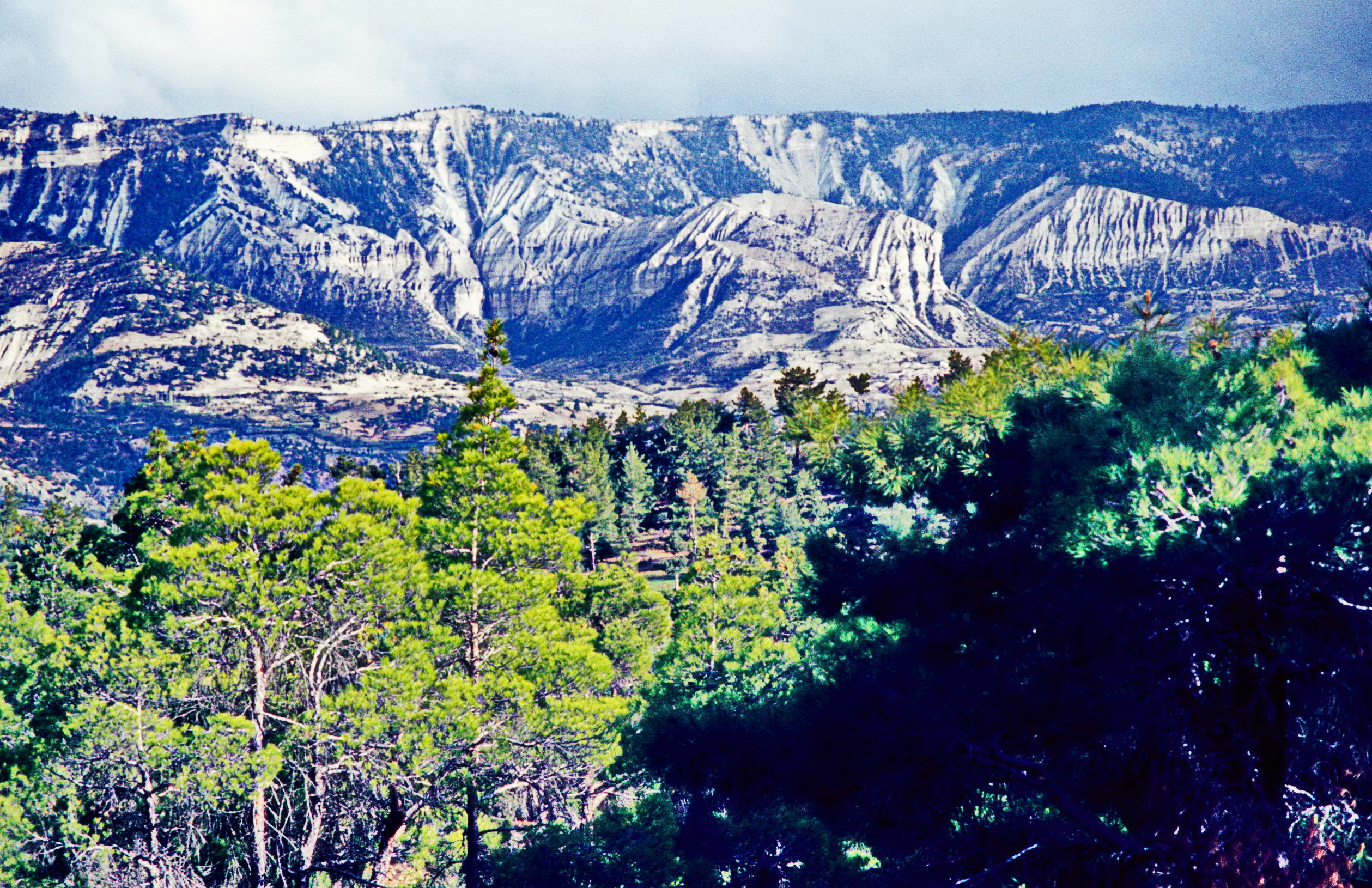
Sogenannte "Hog-Back" Sedimente am Zive Deresi (Taşeli-Plateau) bei Kazancı.

## Anmerkungen zu Klima und Vegetation

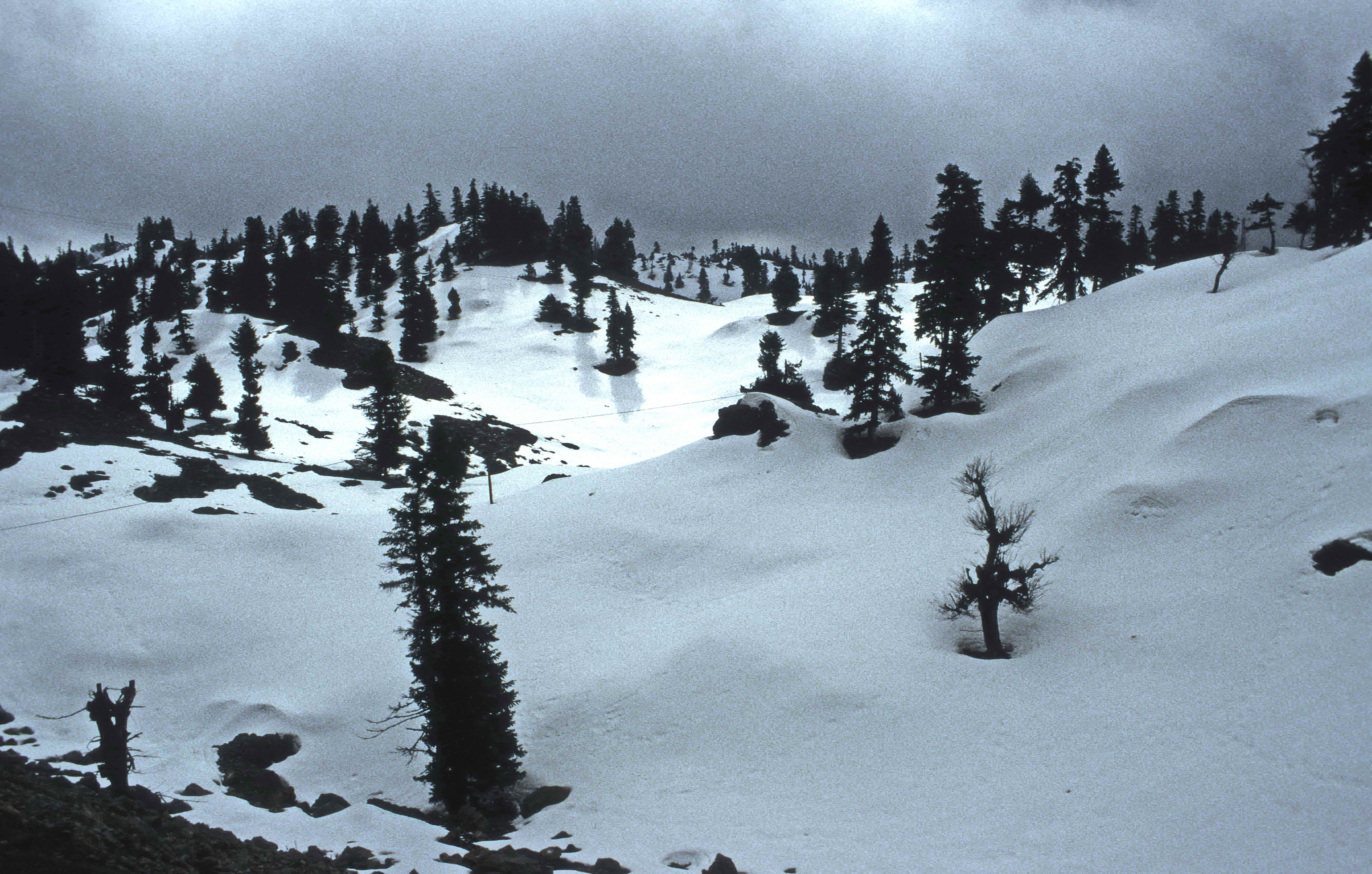
Tief verschneit sind die von Tannen durchsetzten Dolinenfelder auf den Höhen des fast 1700 m hohen Suolmaz-Passes zwischen Anamur und Ermenek oft noch Anfang April.

### Anamur/Anemurium in der Antike

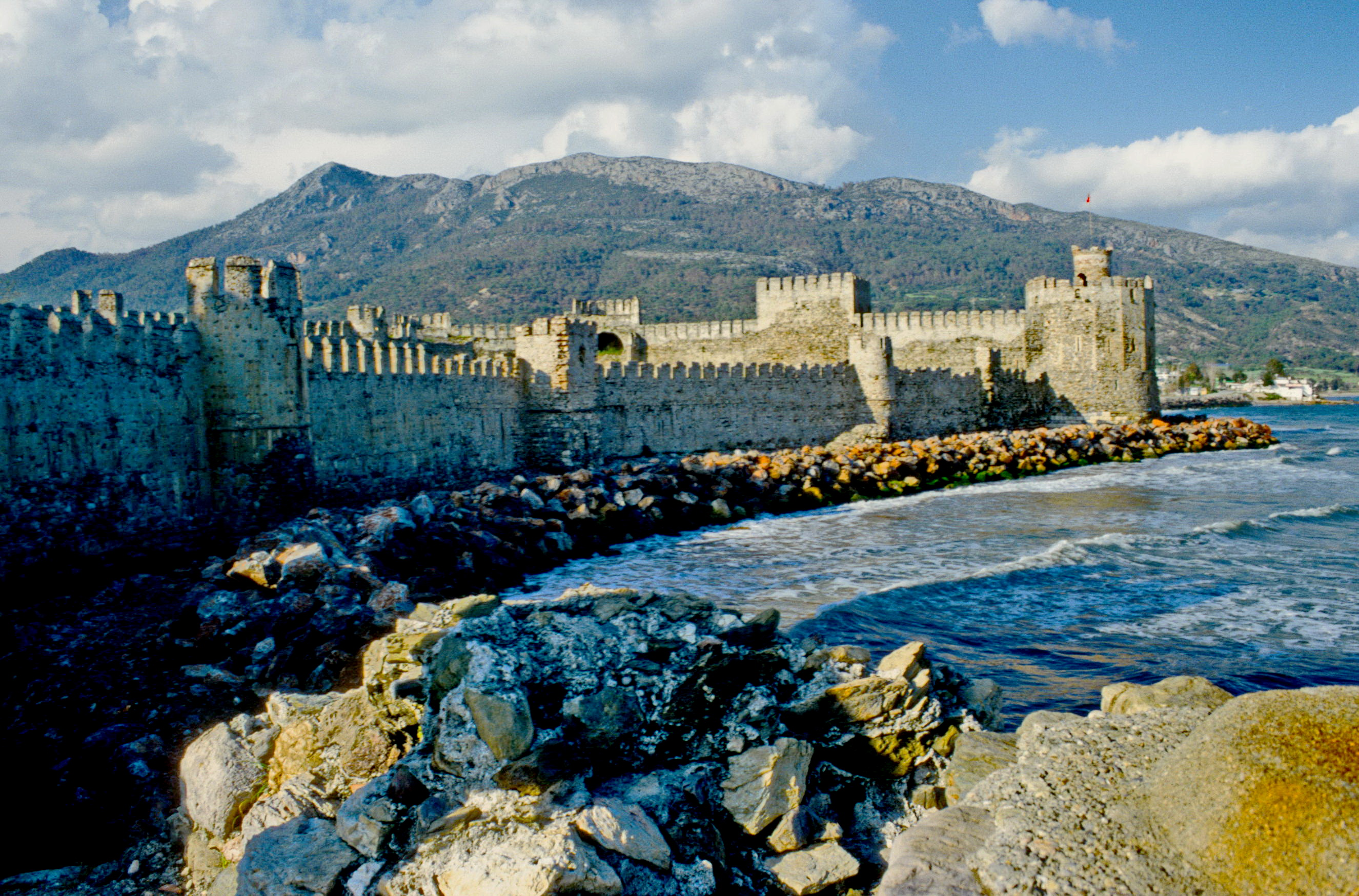
Mamure Kalesi, die historische Burganlage bei Anamur, die auf die römische Zeit zurückgeht, steht etwa 5 km nordöstlich der Kreisstadt Anamur unmittelbar an der Küste.